# Alicia Giménez Bartlett
Alicia Giménez Bartlett (Almansa, Albacete, 10 de junio de 1951) es una filóloga y escritora española, conocida especialmente por sus novelas policíacas protagonizadas por la inspectora de policía Petra Delicado. Ha sido ganadora, entre otros, de los premios Nadal en 2011 y Planeta en 2015.

## Biografía
Su padre, que era trabajador ferroviario, conoció a su madre en uno de sus muchos traslados en la localidad albaceteña de Almansa. Cuando todavía no había nacido, su padre y su madre se trasladan por trabajo a Tortosa. Antes de dar a luz, su madre vuelve a Almansa. De ese modo nace el 10 de junio de 1951 en la clínica del dr. Juan Ruano de esa población manchega. Tras sus primeros tres meses de vida, su madre vuelve con ella a Tortosa, donde pasó sus primeros años, estudiando en el colegio de las Teresianas de esa ciudad. Estudió Filología Inglesa en la Universidad de Valencia y se doctoró en Literatura Española por la Universidad de Barcelona con una tesis titulada La Narrativa de Gonzalo Torrente Ballester, dirigida por José Manuel Blecua Teijeiro base del estudio sobre Torrente Ballester que publicó en 1981.
Desde 1975 vive a caballo entre Barcelona y en su finca a seis kilómetros del centro de Vinaroz.
Comenzó su carrera en un ambiente privilegiado, el de la Barcelona que alojó a los grandes autores del "boom latinoamericano" y tuvo durante años a Carmen Balcells como agente literaria.
En 1984 publicó su primera novela, Exit (Seix Barral). Con Una habitación ajena (1997), que recrea las tensiones entre la escritora lesbiana Virginia Woolf y su criada Nelly, obtuvo el primer galardón literario de su carrera: el Premio Femenino Singular, de la editorial Lumen.
Un año antes, la lectura de La jota de corazones (de Patricia Cornwell) la convenció para iniciar una serie de novelas policiacas con la inspectora de policía Petra Delicado como protagonista, que dio pie hasta ahora a once obras de la saga. Estas han sido traducidas a diversos idiomas, y gozan de gran éxito en países como Italia o Alemania. Esta serie de novelas le ha reportado diversos galardones, como el "Premio Raymond Chandler" en 2008 (que anteriormente obtuvieron John le Carré y John Grisham).
También ha cultivado el ensayo con obras como El misterio de los sexos y La deuda de Eva. 
En 2011 obtuvo el Premio Nadal por su obra Donde nadie te encuentre, una novela histórica sobre la vida de la guerrillera hermafrodita del maquis Teresa Pla Meseguer, alias La Pastora, oculta en los bosques de Tortosa, presuntamente violada en 1949 por la Guardia Civil.
En 2015 obtuvo el Premio Planeta por su obra Hombres desnudos y en 2019 formó parte del jurado del premio Nadal, otorgado el 6 de enero de ese año a Guillermo Martínez.

## Mujeres protagonistas
Giménez Bartlett es pionera en aportar una perspectiva femenina y feminista a la novela policíaca española. Considera que el género es "muy machista" y que los principales escritores a lo largo del tiempo siempre han apostado por la figura masculina. En cambio, en sus novelas quien manda es una mujer mientras que su eterno acompañante, Fermín Garzón, es un "subalterno, lo que no está mal -dice en una entrevista sobre el tema- porque las mujeres siempre son las víctimas o las ayudantes del fiscal o las esposas del policía o las cómplices del asesino". En los años noventa crea el personaje de Petra Delicado, una inspectora casada en tres ocasiones y que no quiere tener hijos, rompiendo con muchos estereotipos tradicionales de feminidad.
En 1999 se rodó una serie de televisión de trece capítulos protagonizados por Ana Belén en el papel de la inspectora Petra Delicado y Santiago Segura en el de su inseparable compañero Fermín Garzón.[cita requerida]

## Obras

### Novelas
- Exit (1984, Seix Barral)
- Pájaros de oro (1987, Montesinos)
- Caídos en el valle (1989, Montesinos)
- El cuarto corazón (1991, Versal)
- Vida sentimental de un camionero (1993, Lumen)
- La última copa del verano (1995, Grijalbo-Mondadori)
- Ritos de muerte (1996, Grijalbo-Mondadori). 1.ª novela de la serie Petra Delicado
- Día de perros (1997, Grijalbo-Mondadori). 2.ª novela de la serie Petra Delicado
- Una habitación ajena (1997, Belacqua). Premio Femenino Lumen
- Mensajeros de la oscuridad (1999, Plaza & Janés). 3.ª novela de la serie Petra Delicado
- Muertos de papel (2000, Plaza & Janés). 4.ª novela de la serie Petra Delicado
- Serpientes en el paraíso (2002, Planeta). 5.ª novela de la serie Petra Delicado
- Secreta Penélope (2003, Seix Barral)
- Un barco cargado de arroz (2004, Planeta). 6.ª novela de la serie Petra Delicado
- Días de amor y engaños (2006, Planeta)
- Nido vacío (2007, Planeta). 7.ª novela de la serie Petra Delicado
- El silencio de los claustros (2009, Destino). 8.ª novela de la serie Petra Delicado
- Donde nadie te encuentre (2011, Destino), Premio Nadal
- Nadie quiere saber (2013, Destino). 9.ª novela de la serie Petra Delicado
- Crímenes que no olvidaré (2015, Destino). 10.ª obra (relatos) de la serie Petra Delicado
- Hombres desnudos (2015, Planeta), Premio Planeta
- Mi querido asesino en serie (2017, Destino). 11.° novela de la serie Petra Delicado.
- Sin muertos (2020, Destino). 12.° novela de la serie Petra Delicado.
- La presidenta (2022, Alfaguara)
- La mujer fugitiva (2024, Destino) 13.° novela de la serie Petra Delicado.
- Una buena pieza (2025, Destino) 14.° obra (relatos) de la serie Petra Delicado.

### Ensayos
- El misterio de los sexos (2000, DeBolsillo)
- La deuda de Eva (2002, Lumen)

## Premios
- 1997 - Premio Femenino Lumen por Una habitación ajena
- 2004 - Premio Internacional "Ostia, mare di Roma" por Una camera tutta per gli atri (Una habitación ajena)
- 2006 - Premio Women Fiction Festival de Matera Award (Italia) por la Serie Petra Delicado
- 2006 - Premio Grinzane Cavour (Noir) a la Mejor Novela Extranjera por Un barco cargado de arroz
- 2008 - Premio Raymond Chandler por la Serie Petra Delicado
- 2009 - Premio Internazionale Fregene
- 2011 - Premio Nadal por Donde nadie te encuentre
- 2014 - Premio Pepe Carvalho
- 2015 - Premio Planeta por Hombres desnudos